# Столов, Анатолий Михайлович
Анатолий Михайлович Столов (1915—1986) — советский инженер-электрофизик, лауреат Ленинской премии.

## Биография
Родился в г. Бахмут Екатеринославской губернии в семье служащих. С 1932 года после обучения в ФЗУ завода «Ростсельмаш» работал слесарем.
В 1940 г. с отличием окончил Харьковский электротехнический институт по специальности электроаппаратостроение. Работал там же в должности инженера и учился в аспирантуре Института энергетики АН УССР.
Участник Великой Отечественной войны с июля 1941 года (Карельский, 3-й Украинский фронты). Последняя должность — командир батальона. Награждён орденами Красной Звезды и Отечественной войны 2-й степени, медалью «За победу над Германией».
После демобилизации работал в ленинградском Научно-исследовательском институте электрофизической аппаратуры (НИИЭФА): научный сотрудник, зав. лабораторией, начальник отдела систем электропитания.
Доктор технических наук (1966), профессор (1977).

## Признание
Ленинская премия 1959 года — за создание синхрофазотронов на 10 000 000 000 эВ.